# Ciclo das rochas

Diagrama simplificado com os três tipos de rochas

O ciclo das rochas é um conceito básico em geologia que descreve as transformações através do tempo geológico, entre os três principais tipos de rochas: sedimentares, metamórficas e ígneas. Cada um dos tipos de rochas são alterados ou destruídos ,quando ele é forçado para fora das suas condições de equilíbrio. Devido às forças  do movimento das placas tectônicas, zona de subducção e do ciclo da água, as rochas não permanecem em equilíbrio e são forçadas a mudar à medida que se adaptam com novos ambientes. O ciclo das rochas é um conceito que explica bem como os três tipos de rochas são relacionados uns com os outros, e com os processos de mudanças ao longo da evolução geológica do planeta Terra.

## Desenvolvimento histórico
O ciclo das rochas geralmente era atribuído pelo Geólogo James Hutton,a partir do século XVIII. O ciclo das rochas fez parte do Hutton pela sua frase: "Nenhum vestígio de um começo, e sem perspectiva de um fim,se,em especial para o ciclo das rochas e a natureza cíclica prevista de processos geológicos". Este conceito do ciclo das rochas não-evolutiva repetitivo permaneceu dominante até a revolução das placas tectônicas da década de 1960. Com o entendimento de desenvolvimento da movimentação das placas tectônicas , o ciclo das rochas mudou de infinitamente repetitiva,a um processo de evolução gradual. O ciclo de Wilson (um ciclo das rochas baseado nas placas tectônicas) foi desenvolvido por J. Tuzo Wilson durante os anos 1950 e 1960.

## Transição dos tipos de rochas
Rochas expostas em altas temperaturas e pressões podem ter sido alteradas fisicamente ou quimicamente ao ponto de formar uma rocha diferente, a rocha metamórfica. Metamorfismo refere-se aos efeitos sobre grandes massas de rochas sobre uma vasta área, tipicamente associados a eventos de construção de montanhas dentro de cinturões Orogênese. Estas rochas comumente apresentam diversos tipos de diferentes minerais e cores.

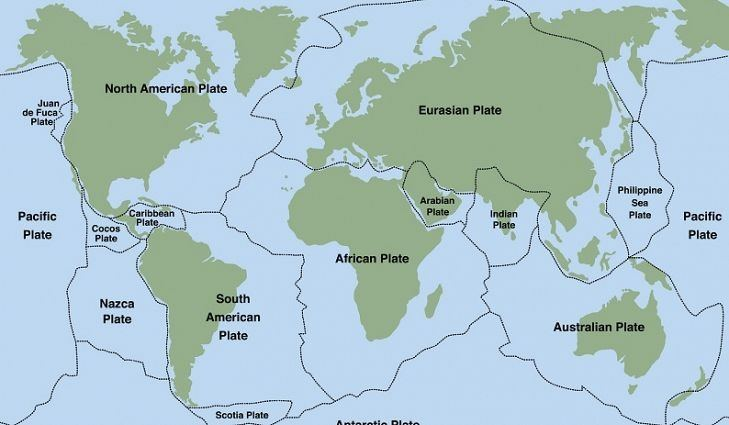
Placas tectônicas da Terra mostra a divisão da litosfera.

## Placas tectônicas
Em 1967, J. Tuzo Wilson publicou um artigo na revista Nature que descreve a abertura repetida e fechamento de bacias oceânicas, com especial incidência sobre o atual área do Oceano Atlântico. Este conceito, é uma parte da  evolução das placas tectônicas, tornou-se conhecido como o ciclo de Wilson. O ciclo de Wilson teve profundos efeitos sobre a interpretação moderna do ciclo das rochas. Como as placas tectônicas se tornou reconhecido como a força dos movimentos para o ciclo das rochas.

## O papel da água
A presença de água abundante na Terra é de grande importância para o ciclo das rochas. Mais talvez, são os processos da água para formação de erosão e intemperismo. As chuvas,alagamentos de solos e águas subterrâneas é bastante eficaz na dissolução de minerais, especialmente, as rochas ígneas ,metamórficas e sedimentares marinhas que são instáveis sob condições atmosféricas perto da superfície. A água leva embora os íons dissolvidos em solução e os fragmentos desagregados que são os materiais do intemperismo. Água transporta grandes quantidades de sedimentos através de interiores de bacias de hidrográficas dos rios que vai para os oceanos.
Um papel menos óbvio da água está nos processos de metamorfismo que ocorrem em rochas vulcânicas do fundo do mar, como a água do mar, por vezes aquecido, flui através das fraturas e fendas na rocha. Todos estes processos, ilustrado por serpentinização, são uma parte importante da destruição de rocha vulcânica.
Outro papel importante da água é sua participação na formação das rochas sedimentares. Os sedimentos depositados são compactados pela pressão, e elementos dissolvidos na água que se infiltra realizam o processo de cimentação, isto é, criam coesão entre as partículas.